# Erlang (programmeertaal)
Erlang is een concurrente, declaratieve programmeertaal en runtime-systeem dat geschikt is voor alle toepassingen. De sequentiële subset van Erlang is een functionele programmeertaal met strikte evaluatie, onveranderbare datastructuren en dynamische typering. Erlang is ontwikkeld door Ericsson voor gebruik in telecommunicatiehardware en is ontworpen om gedistribueerde, fout-tolerante, soft-realtime- en non-stoptoepassingen te ondersteunen.
De naam is afkomstig van Agner Erlang, een Deense ingenieur naar wie ook de eenheid erlang genoemd is. Bovendien is het de afkorting van Ericsson language (Ericssontaal).

## Functionele taal
Code in Erlang ziet er zo uit:
```
 
-
module
(
fact
).

 
-
export
([
fac
/
1
]).

 

 
fac
(
0
)
 
->
 
1
;

 
fac
(
N
)
 
where
 
N
 
>
 
0
 
->
 
N
 
*
 
fac
(
N
-
1
).

```

Hieronder een voorbeeld van quicksort:
```
 
%% quicksort(List)

 
%% Sort a list of items

 
-
module
(
quicksort
).

 
-
export
([
qsort
/
1
]).

 

 
qsort
([])
 
->
 
[];

 
qsort
([
Pivot
|
Rest
])
 
->

     
qsort
([
 
X
 
||
 
X
 
<-
 
Rest
,
 
X
 
<
 
Pivot
])
 
++
 
[
Pivot
]
 
++
 
qsort
([
 
Y
 
||
 
Y
 
<-
 
Rest
,
 
Y
 
>=
 
Pivot
]).

```

Het bovenstaande voorbeeld roept de functie qsort recursief aan tot er niets meer is om te sorteren. De uitdrukking [ X || X <- Rest, X < Pivot] kan gelezen worden als "Kies alle X waar X een element is van Rest en X kleiner is dan Pivot". Dit heeft een erg makkelijke manier om lijsten af te handelen tot gevolg. Aangezien elke booleaanse uitdrukking tussen twee verschillende types van gegevens kan geëvalueerd worden, is de evaluatie duidelijk - 1 < a zal bijvoorbeeld true opleveren.
Desondanks kan een vergelijkende functie gebruikt worden als de volgorde waarop Erlang haar antwoordwaarde baseert (true of false), gewijzigd moet worden. Als we bijvoorbeeld een geordende lijst willen waar a > 1 als waarde true oplevert.

## Concurrency-georiënteerde taal
De belangrijkste sterkte van Erlang is ondersteuning voor concurrency. De taal heeft een kleine maar krachtige set van primitieven voor de aanmaak van processen en om de communicatie tussen deze processen te verzorgen. De positie van het proces is transparant (dit kan in hetzelfde lopende systeemproces zijn of op een andere computer).
```
Voorbeeldcode
:

  
Pid
 
=
 
spawn
(
Mod
,
 
Func
,
 
Args
)
     
% voer functie Func uit als een nieuw erlang proces

  
Pid
 
!
 
een_bericht
      
% verzend bericht naar het proces (asynchroon)

  
receive
       
% ontvang bericht verzonden naar dit proces

    
een_bericht
 
->
 
doe_iets

  
end
.

```

Erlang bevat mechanismes om foutmeldingen af te handelen en om een hoge beschikbaarheid van het hele systeem te verzekeren. Dynamische vervanging van code (hot swapping) wordt ook ondersteund.

## Distributie
Erlang werd vrijgegeven als open source om niet meer afhankelijk te zijn van één bron en om de taal bekender te maken. Het pakket dat de taal samen met bibliotheken en een real-time gedistribueerde database bevat is gekend onder de naam Open Telecom Platform, OTP. Ericsson biedt commerciële ondersteuning aan voor Erlang.
Sinds de uitgave van de opensourceversie in 1998 zijn bedrijven uit de hele wereld Erlang gaan gebruiken zoals Nortel en T-Mobile. Desondanks is de taal nog niet uitgegroeid tot een wijdverspreide en belangrijke programmeertaal.
Vanaf 2005 is Erlang in actieve ontwikkeling en worden er vaak nieuwe versies vrijgegeven. De taal is beschikbaar voor verscheidene Unix-varianten en Windows.

## Voordelen
- Ondersteuning voor concurrency is aanwezig (het is geen probleem om honderden of zelfs duizenden processen te creëren).
- Hoge productiviteit van de programmeur (een onderzoek door Ericsson beweert dat de productiviteit vier keer hoger is dan bij C).
- Eenvoudig aan te leren: Erlang is geen academische programmeertaal maar een praktische taal ontworpen voor gebruik door programmeurs bij Ericsson.
- Schaalbaarheid: grote systemen met miljoenen regels code werden al geschreven in Erlang.

## Nadelen
- Gebrek aan static typing: veel fouten worden vaak pas opgemerkt tijdens het draaien van de toepassing.
- Omdat het geen overheersende programmeertaal is, zijn er niet veel hulpmiddelen, boeken, bibliotheken en bekwame ontwikkelaars. Zo is ondersteuning voor grafische gebruikersinterfaces nog steeds in de beginfase.